# هالوزیتسه (ناحیه زلین)
هالوزیتسه (به چکی: Haluzice) یک منطقهٔ مسکونی در جمهوری چک است که در ناحیه زلین واقع شده‌است. هالوزیتسه ۴٫۰۷ کیلومتر مربع مساحت و ۷۲ نفر جمعیت دارد و ۵۰۶ متر بالاتر از سطح دریا واقع شده‌است.